# Upplands runinskrifter 791
Upplands runinskrifter 791 är en vikingatida runristning på ett jordfast stenblock av rödaktig granit i Tibble, Tillinge socken och Enköpings kommun. Ristningen är 1,5 gånger 1,5 meter stor. Runhöjden är 5-7 centimeter. Ristningen har säkerligen ristats av Livsten då huggningsteknik, runformer, skrivningar och ornamentik är helt i Livstens stil.

## Inskriften
Translitterering av runraden:
frysten + lit + a͡rka + sten + ʀfti + estulfr + sun sin + yk + bru kera
Normalisering till runsvenska:
Frøystæinn let haggva stæin æftiʀ Æistulf, sun sinn, ok bro gærva.
Översättning till nusvenska:
Frösten lät hugga stenen efter Estulv, sin son, och göra bron.